# Bartos Béla
Bartos Béla (1902. április 4. – Chicago, 1999. október 13.[forrás?]) válogatott labdarúgó, balfedezet.

## Pályafutása

### Klubcsapatban
A Törekvés labdarúgója volt. Alacsony termetű, technikás játékos volt, aki a cselezést olykor túlzásba vitte.

### A válogatottban
1924-ben egy alkalommal szerepelt a válogatottban.

## Statisztika

### Mérkőzése a válogatottban
| Magyarország | Magyarország        | Magyarország              | Magyarország | Magyarország | Magyarország  | Magyarország | Magyarország | Magyarország |
| #            | Dátum               | Helyszín                  | Hazai        | Eredmény     | Vendég        | Kiírás       | Gólok        | Esemény      |
| ------------ | ------------------- | ------------------------- | ------------ | ------------ | ------------- | ------------ | ------------ | ------------ |
| 1.           | 1924. augusztus 31. | Budapest, Üllői úti pálya | Magyarország | 4 – 0        | Lengyelország | barátságos   | -            |              |
|              | Összesen            |                           |              | 1            | mérkőzés      |              | 0            | gól          |